# Robert Westerholt
Robert Westerholt (Waddinxveen, 1º gennaio 1975) è un cantautore, chitarrista e compositore olandese, fondatore e principale compositore dei Within Temptation.

## Biografia

### The Circle
La prima band di Robert Westerholt furono i The Circle, fondati nel 1992 da lui stesso e da Ernst van der Loo; la formazione comprendeva Robert e Ernst (entrambi chitarra e voce), Jeroen van Veen (basso) e Martijn Spierenburg (batteria, tastiere). La formazione registrò un demo nel dicembre 1992 dal titolo Symphony No.1. Poco dopo, agli inizi del 1993, si aggiunse alla formazione un terzo chitarrista, Arjan Groenedijk. Durante l'estate il gruppo registrò il suo secondo demo, Promo 1993, poco prima che Groenedijk e van der Loo lasciassero la band; venne ingaggiata la cantante Carmen van der Ploeg. La nuova formazione registrò un terzo demo alla fine dell'anno, Promo.tape. Nel agli inizi 1995 l'etichetta indipendente DSFA Records mise il gruppo sotto contratto, e pubblicò una compilation in cui comparivano due brani dei The Circle dal terzo demo, Broken Silence e Frozen. La band iniziò le registrazioni del primo album, Embrace, insieme ad un nuovo membro (il chitarrista Michiel Papenhove), ma il fondatore Robert lasciò la band a registrazioni iniziate per divergenze artistiche; il gruppo, rinominatosi Voyage, completò l'album (con Patrick Harreman in sostituzione di Robert), che fu pubblicato nel gennaio 1996, senza tuttavia accreditare Robert, che aveva composto quasi tutti i brani; la fidanzata di Robert Sharon den Adel registrò la voce solista per il brano Frozen.
I Voyage si sciolsero poco dopo.

### Within Temptation
Nell'aprile 1996 Robert fondò una nuova band, The Portal, insieme alla fidanzata Sharon den Adel, a cui si unirono suo fratello Martijn, Richard Willemse e due ex-membri dei Voyage, van Veen e Papenhove. Dopo alcuni cambi di formazione, la band pubblicò il suo primo album, Enter, nell'aprile 1997.
Fino al 2001 Robert lavorava per la gestione delle risorse umane, ma dopo l'enorme successo dei Within Temptation scaturito dal secondo album Mother Earth (soprattutto il singolo Ice Queen) si ritrovò obbligato a lasciare il lavoro per poter continuare con la band.
Dall'agosto 2011 non partecipa più ai tour con la band, per potersi concentrare meglio sulla composizione e per poter crescere i suoi figli.

## Vita privata
Robert è fidanzato con Sharon den Adel dai tempi del liceo. Hanno tre figli: Eva Luna (nata il 7 dicembre 2005), Robin Aiden (nato il 1º giugno 2009) e Logan Arwin (nato il 30 marzo 2011).

## Discografia

### Con i Within Temptation
- 1997 – Enter
- 2000 – Mother Earth
- 2004 – The Silent Force
- 2007 – The Heart of Everything
- 2011 – The Unforgiving
- 2013 – The Q-Music Sessions
- 2014 – Hydra

### Altre apparizioni
- AA.VV. – Paradise of the Underground (1995) - con i The Circle
- Voyage – Embrace (1996) - autore, non accreditato
- Ayreon – Into the Electric Castle (1998)